# 伯塔勒
伯塔勒（法語：Beutal，法語發音：[bøtal]）是法国杜省的一个市镇，位于该省东北部，属于蒙贝利亚尔区。

## 地理
伯塔勒（47°28'17"N, 6°38'18"E）面积5.78 平方千米，位于法国勃艮第-弗朗什-孔泰大區杜省，该省份为法国东部内陆省份，北起上索恩省，西接汝拉省，东部及东南部与瑞士接壤，东北部与贝尔福地区省接壤。
与伯塔勒接壤的市镇（或旧市镇、城区）包括：布勒蒂涅、拉普雷蒂耶尔、蒙特努瓦、杜河畔隆日韦勒。

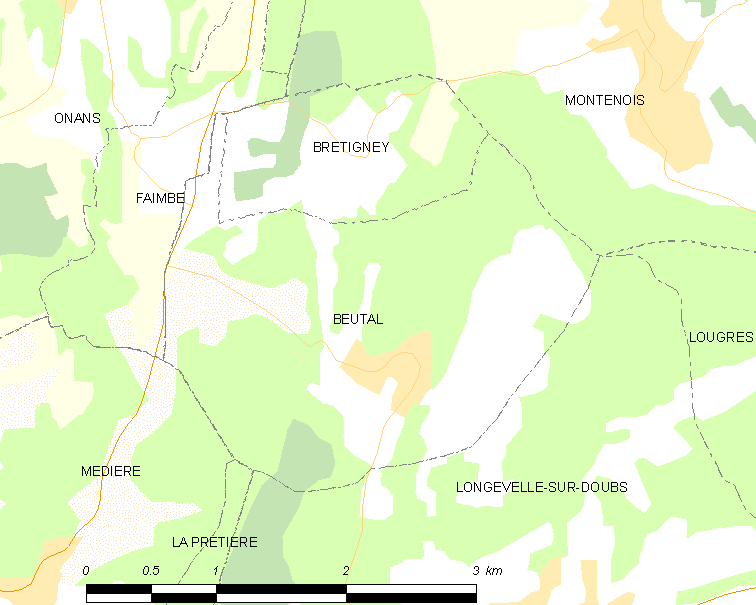
伯塔勒的OSM定位图

伯塔勒的时区为UTC+01:00、UTC+02:00（夏令时）。

## 行政
伯塔勒的邮政编码为25250，INSEE市镇编码为25059。

## 政治
伯塔勒所属的省级选区为巴旺县。

## 人口

1962-2008年间伯塔勒人口变化图示

伯塔勒于2022年1月1日时的人口数量为269人。